# Гомер (кратер)
Гомер (англ. Homer) — 320-километровый ударный кратер, расположенный на Меркурии по координатам 1°00′ ю. ш. 36°30′ з. д. / 1° ю. ш. 36,5° з. д.. Почва вокруг кратера указывает на возможные извержения вулканов в какой-то момент истории планеты. Кратер назван в честь древнегреческого поэта Гомера (VIII век до н. э.)
Согласно решению Международного астрономического союза кратеры на Меркурии называют в честь деятелей культуры: писателей, поэтов, художников, скульпторов, композиторов.
Кратеры, покрывающие меркурианскую пустыню, появились в ту пору, когда все тела Солнечной системы подвергались мощной метеоритной бомбардировке. Каждый удар метеорита сопровождается взрывом и оставляет воронку — кратер. В отсутствие ветра и водных потоков поверхность остается неизменной уже более 4 млрд лет.